# João Pinheiro (árbitro)
João Pedro da Silva Pinheiro (Braga - 4 de janeiro de 1988) é um árbitro português que atua na Primeira Liga . É árbitro da FIFA desde 2016 e está classificado como árbitro de primeira categoria da UEFA.

## Carreira de arbitragem
Em 2015, Pinheiro começou a arbitrar a Primeira Liga . O seu primeiro jogo como árbitro foi a 20 de setembro de 2015, entre a Académica e a Boavista. Em 2016, foi incluído na lista de árbitros da FIFA. Ele oficiou sua primeira partida internacional sênior em 23 de março de 2019 entre Brasil e Panamá . Ele também dirigiu partidas na Premier League egípcia e na Liga Profissional Saudita em 2019.
Em 2019 foi nomeado para arbitrar a final da Taça da Liga 2019, que decorreu a 26 de janeiro de 2019 entre o Porto e o Sporting CP.